# Damiano Michieletto
Damiano Michieletto (Venezia, 17 novembre 1975) è un regista teatrale italiano, conosciuto per le sue produzioni nei maggiori teatri e festival europei.

## Biografia
Damiano Michieletto cresce a Scorzè (VE). Si laurea in lettere moderne presso l'Università Ca' Foscari di Venezia, e si diploma alla Scuola d'arte drammatica Paolo Grassi di Milano.
Il suo debutto registico avviene con una produzione di Švanda dudák (Svanda il pifferaio) del compositore ceco Jaromír Weinberger, al Wexford Festival nel 2003.
Il suo trampolino di lancio è la partecipazione al Rossini Opera Festival di Pesaro, dove debutta nel 2004 con Il trionfo delle belle di Stefano Pavesi; nel 2007 cura la regia de La gazza ladra, che gli vale il prestigioso Premio Franco Abbiati; nel 2009 è la volta de La scala di seta (ripresa nel 2011, al Teatro alla Scala nel 2013 e nell'ambito del Circuito Lirico Lombardo nel 2015); nel 2010 cura la prima rappresentazione al festival di Sigismondo, protagonista Daniela Barcellona; torna nel 2015 con una ripresa de La gazza ladra, e nel 2016 con un nuovo allestimento de La donna del lago, con Juan Diego Flórez nel ruolo di Re Giacomo.

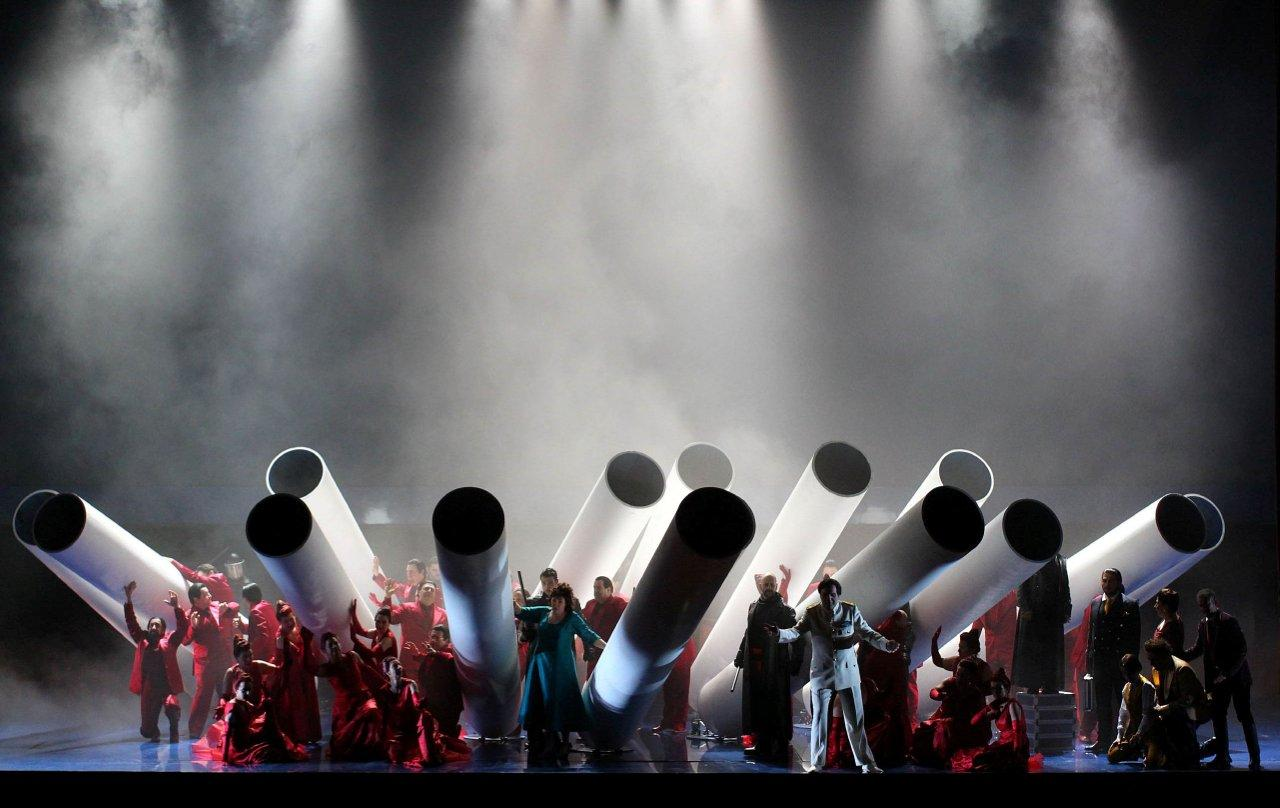
Una scena de La gazza ladra andata in scena a Verona nel 2012

Proficua è anche la collaborazione con il Teatro La Fenice di Venezia, dove debutta nel 2009 con un nuovo allestimento di Roméo et Juliette, coprodotta con Verona e Trieste; tra il 2010 e il 2012 mette in scena la trilogia Da Ponte-Mozart: Don Giovanni nel 2010, Le nozze di Figaro nel 2011, e Così fan tutte nel 2012. Nel 2014 firma la regia de The Rake's Progress, nel 2015 Die Zauberflöte; nel 2016 cura la regia di Aquagranda, commissionata dal teatro al compositore Filippo Perocco, per il cinquantesimo anniversario dell'Alluvione di Venezia del 1966. Nel 2018 è la volta de La vedova allegra, messa in scena in lingua originale, coprodotta con Roma, e di Macbeth, con Luca Salsi nel ruolo del titolo.

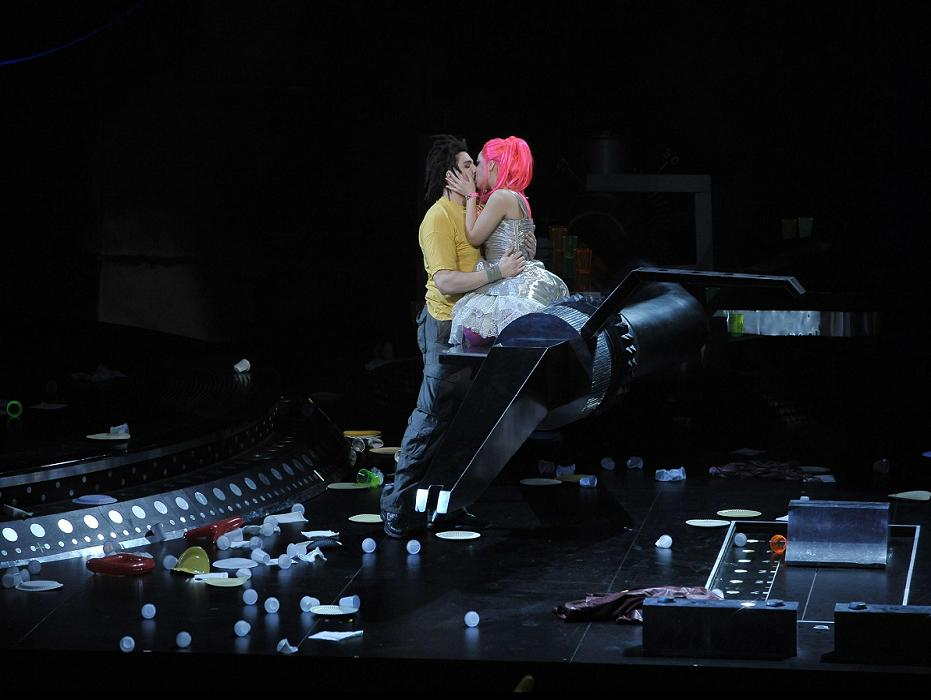
Una scena di Roméo et Juliette andato in scena Venezia nel 2009

Nel 2012 debutta all’Opernhause di Zurigo con Poliuto di Gaetano Donizetti, protagonisti Fiorenza Cedolins, Massimiliano Pisapia, Vladimir Stoyanov
Nel 2012 debutta al Festival di Salisburgo, con una produzione de La bohème, che vanta nel cast Anna Netrebko, Piotr Beczała e Nino Machaidze che sarà portata in tournée a Shanghai, con i complessi del Festival di Salisburgo, protagonisti Fiorenza Cedolins, José Bros. Nel 2013, anno delle celebrazioni verdiane, è la volta di Falstaff con Ambrogio Maestri e Fiorenza Cedolins, direttore Zubin Mehta, ambientato alla Casa di riposo fondata da Giuseppe Verdi a Milano. Nel 2014, protagonista Cecilia Bartoli, mette in scena La Cenerentola di Rossini. Torna nel 2019 curando la messa in scena di Alcina, con ancora una volta protagonista Cecilia Bartoli. Sempre nel 2012 avviene il debutto al Theater an der Wien con Il Trittico di Puccini.
Nel 2013 debutta al Teatro alla Scala, con una messinscena de Un ballo in maschera e la ripresa de La scala di seta del Rossini Opera Festival; torna nel 2017 con una produzione proveniente da Salisburgo, il Falstaff. Ritorna con Salomè, il cui debutto, previsto inizialmente nel 2020, viene posticipato all'anno successivo in seguito alla chiusura dei teatri imposta dall'epidemia di COVID-19. Sempre nel 2013 torna al Theater an der Wien con Idomeneo di Mozart, a cui segue, e nel 2016 firma una nuova produzione dell'Otello di Rossini, con John Osborn e Nino Machaidze. Nel 2018 affronta per la prima volta un titolo di Benjamin Britten, A midsummer night's dream. Nel 2015 debutta alla Royal Opera House di Londra con una contestata produzione di Guillaume Tell: a destare scandalo è la rappresentazione di uno stupro in scena. L'anno successivo mette in scena un'inusuale produzione del classico dittico Cavalleria rusticana e Pagliacci: le due vicende vengono immaginate contigue, avvenute nello stesso giorno e nello stesso paese. Lo spettacolo viene premiato a Londra con il Laurence Olivier Award – 2016 come Best New Opera Production.
Nel 2016 debutta a Berlino, alla Komische Oper con una produzione di Cendrillon di Jules Massenet ambientata in una scuola di ballo. Cinque anni dopo torna nella stessa città, e debutta alla Staatsoper con Jenůfa nel 2021. Inaugura la stagione 2017-2018 del Teatro dell'Opera di Roma con La damnation de Faust, premiato quale miglior spettacolo della trentottesima edizione del Premio Abbiati. Nell'estate 2020, mette in scena Rigoletto al Circo Massimo, primo spettacolo in forma scenica dopo la chiusura dei teatri a causa della pandemia di COVID-19.
Nel 2017 è invitato da Mika a collaborare alla realizzazione della seconda edizione del programma Stasera Casa Mika su Rai 2. Nel 2020 è ideatore, autore e conduttore del programma Il volo del calabrone su Rai 5.
Nel 2021 ha esordito nella regia cinematografica con Gianni Schicchi, presentato al Torino Film Festival 2021.
Per l'inaugurazione della stagione lirica 2023-2024 del Teatro La Fenice di Venezia ha curato la regia di Les contes d'Hoffmann di Jacques Offenbach, direttore il maestro Frédéric Chaslin, in presenza del presidente della Repubblica Sergio Mattarella.

## Registrazioni
| Anno | Luogo                  | Titolo                         | Cast                                                           | Direttore            | Etichetta       |
| ---- | ---------------------- | ------------------------------ | -------------------------------------------------------------- | -------------------- | --------------- |
| 2007 | Pesaro, Adriatic Arena | La gazza ladra                 | Mariola Cantarero, Michele Pertusi, Alex Esposito              | Lü Jia               | Dynamic         |
| 2008 | Lugo, Teatro Rossini   | Jackie O                       | Fiona McAndrew, Simone Alberghini, Nora Sourozian              | Christopher Franklin | Dynamic         |
| 2009 | Pesaro, Teatro Rossini | La scala di seta               | Olga Peretyatko, Paolo Bordogna, José Manuel Zapata            | Claudio Scimone      | Opus Arte       |
| 2010 | Pesaro, Teatro Rossini | Sigismondo                     | Daniela Barcellona, Olga Peretyatko, Antonino Siragusa         | Michele Mariotti     | Arthaus         |
| 2012 | Salisburgo             | La bohème                      | Anna Netrebko, Piotr Beczała, Nino Machaidze                   | Daniele Gatti        | Unitel Classica |
| 2013 | Salisburgo             | Falstaff                       | Ambrogio Maestri, Fiorenza Cedolins, Massimo Cavalletti        | Zubin Mehta          | Unitel Classica |
| 2015 | Londra, Covent Garden  | Guillaume Tell                 | Gerald Finley, John Osborn, Malin Byström                      | Antonio Pappano      | Opus Arte       |
| 2015 | Londra, Covent Garden  | Cavalleria rusticana Pagliacci | Aleksandrs Antonenko, Eva-Maria Westbroek, Carmen Giannattasio | Antonio Pappano      | Opus Arte       |

## Filmografia
- Gianni Schicchi (2021)